# Пратела
Пратѐла (на италиански: Pratella) е село и община в Южна Италия, провинция Казерта, регион Кампания. Разположено е на 152 m надморска височина. Населението на общината е 1635 души (към 2010 г.).